# Carlo Pellion di Persano

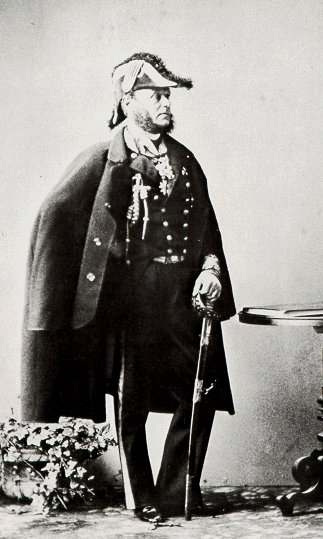
Zeitgenössische Photographie von Persano als Admiral, ca. 1860

Carlo Pellion conte di Persano (* 11. März 1806 in Vercelli; † 28. Juli 1883 in Turin) war ein italienischer Admiral und Marineminister im Kabinett Rattazzi I.
Persano unternahm als sardischer Fregattenkapitän 1848 mit einigen venetianischen Schiffen einen erfolglosen Angriff gegen die Österreicher in Caorle, 1851 ließ er das Schiff mit Piemonts Beitrag zur Weltausstellung vor dem Hafen von Genua auf Grund laufen und nachdem er zwei Jahre später mit der königlichen Familie am Weg zu einem Jagdausflug strandete, wurde er verhaftet und für sechs Monate degradiert. All das konnte jedoch seine Karriere nicht verhindern und so war er 1860 bis 1861 bei der Belagerung von Messina und Gaeta sowie bei der Beschießung Anconas mit dem Oberbefehl über die Flotte betraut. Von Spezia in die Kammer gewählt, übernahm er unter Ministerpräsident Urbano Rattazzi das Marineministerium (März bis Dezember 1862) und wurde am 8. Oktober 1865 in den Senat berufen.
Am 20. Juli 1866 verlor die zahlenmäßig und technisch überlegene italienische Marine in der Seeschlacht von Lissa gegen die kaiserlich-österreichische Marine. Persano wurde vom Senat seines Amtes und Ranges enthoben.

## Seeschlacht von Lissa

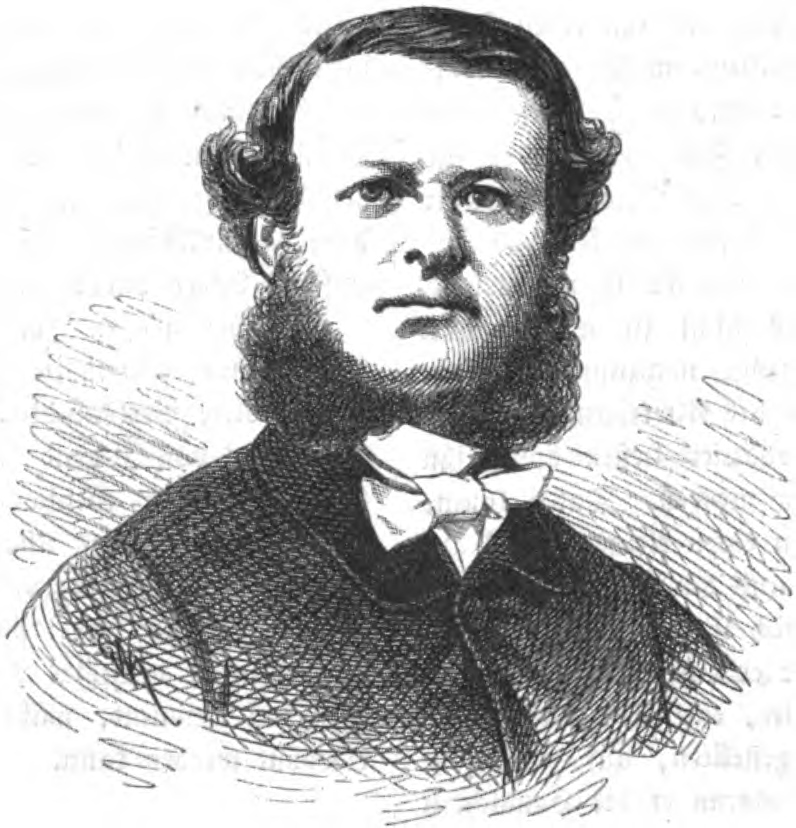
Carlo Pellion di Persano

Persano wurde im Dritten Italienischen Unabhängigkeitskrieg 1866 erneut mit der Führung der Flotte betraut. In einem von Marineminister Agostino Depretis am 15. Juli 1866 in Ancona vorgelegten Kriegsplan wurde befohlen, die österreichische Flotte in der Adria anzugreifen. Der Plan sah auch einen Angriff auf den österreichischen Stützpunkt auf der Insel Lissa vor. Persano lief am 16. Juli von Ancona aus und beschoss vom 18. bis zum 20. Juli 1866 mit insgesamt 34 Kriegsschiffen (252 Kanonen) die österreichischen Festungs- und Hafenanlagen auf Lissa. Wegen unterschiedlicher Meinungen über den wenig wirkungsvollen Artillerieeinsatz bei Lissa überwarfen sich Persano und seine untergebenen Admirale Giovanni Vacca und Giovanni Battista Albini am 19. Juli. Dieser Streit sollte am nächsten Tag noch Folgen haben.
Als die Italiener am Morgen des 20. Juli 1866 mehrere hundert Marineinfanteristen anlandeten, tauchte die österreichische Flotte unter Admiral Wilhelm Freiherr von Tegetthoff  bei Lissa auf. Tegetthoff verfügte über 27 Kriegsschiffe, davon sieben ältere Panzerfregatten (insgesamt 178 Kanonen). Admiral Persano soll die Landungsoperationen mit den Worten „Da kommen die Fischer...“ abgebrochen haben. Die Besatzungen der österreichischen Kriegsschiffe bestanden zum größten Teil aus erfahrenen venezianischen Seeleuten (auch aus dem später kroatischen Dalmatien; vgl. Familiennamen der Seeleute), die ihre Befehle (auch vom in Venedig ausgebildeten Tegetthoff) in venezianischem Dialekt erhielten. Auf der anderen Seite litt die junge italienische Marine fünf Jahre nach ihrer Gründung noch immer an der uneinheitlichen Zusammensetzung des Personals (das zahlreiche unterschiedliche Dialekte sprach) und an den Rivalitäten der aus unterschiedlichen Schulen stammenden Offiziere.
Persano teilte seine Flotte in drei Verbände auf. Während der Seeschlacht von Lissa wechselte Persano von seinem wegen eines Ruderschadens manövrierunfähigen Flaggschiff Re d’Italia auf das neue Panzerschiff Affondatore, was für nicht unerhebliche Verwirrung sorgte. Im weiteren Verlauf konnte es Persano nicht verhindern, dass zwei seiner drei Geschwader nicht in den Kampf eingriffen. Konteradmiral Giovanni Vaccas Eigenmächtigkeit brachte sein Geschwader zu weit vom Kampfgeschehen ab und Albinis Verband verblieb weiterhin unmittelbar vor Lissa. Tegetthoff griff mit seinem Gros das mittlere italienische Geschwader unter Persano an. Tegetthoff versenkte beim Kampf gegen eines von drei italienischen Geschwadern insgesamt zwei Kriegsschiffe, die Re d’ Italia und die ihr zur Hilfe gekommene Palestro, deren Munitionskammer infolge des österreichischen Beschusses explodierte. Gegen Ende des Kampfes geriet noch die österreichische Kaiser in Brand. Persano versuchte mit seiner in England gebauten Affondatore, das beschädigte österreichische Schiff zu rammen, doch scheiterte er dabei schon im Ansatz aus mangelnder Erfahrung mit seinem neuen Panzerschiff.
Persano versuchte kurz danach, mit seinen stärksten Schiffen einen Gegenangriff zu starten. Da er das Flaggschiff gewechselt hatte, wussten etliche seiner Schiffskommandanten nichts von seinen neuen Befehlen. Später verzichtete er aus unerfindlichen Gründen ganz auf den immer noch möglichen Gegenangriff seiner drei Geschwader, für den er noch über acht Stunden Tageslicht hatte. Somit endete die Seeschlacht von Lissa am 20. Juli 1866 um die Mittagszeit mit der Versenkung von zwei der insgesamt 34 italienischen Kriegsschiffe. Ein drittes sank drei Tage später in Ancona aufgrund der während der Schlacht erlittenen Beschädigungen.
Die wichtigsten Gründe für die italienischen Niederlage bei Lissa waren die zerstreute Anfangsposition der italienischen Schiffe während der Landungsoperationen, der Verzicht auf einen Gegenangriff, das Beharren auf einer konventionellen Seekriegsführung, die u. a. durch Streitigkeiten und Missverständnisse bedingte uneinheitliche Gefechtsführung, Persanos Wechsel des Flaggschiffs und dadurch die Unterbrechung der Befehlskette.
Persano traf nicht in allen Punkten die direkte Schuld, aber er trug als Flottenchef die Verantwortung für die Handlungen seiner Verbände. Am 15. April 1867 wurde er vom Senat nach einem regelrechten Prozess seines Amtes und Ranges enthoben. Er lebte seitdem in Turin und starb dort am 28. Juli 1883.